# چیرو ایموبیله
چیرو ایموبیله (ایتالیایی: Ciro Immobile؛ زاده ۲۰ فوریهٔ ۱۹۹۰) بازیکن فوتبال اهل ایتالیا است که برای باشگاه فوتبال بشیکتاش بازی می‌کند. وی برنده کفش طلای اروپا در فصل ۲۰۱۹–۲۰۲۰ شده‌است.
وی همچنین در تیم ملی فوتبال ایتالیا بازی کرده‌است، او در فصل ۲۰۱۳–۲۰۱۴ با ۲۲ گل زده برای باشگاه فوتبال تورینو آقای گل سری آ ایتالیا شد. در سال ۲۰۱۴ به تیم بروسیا دورتموند آلمان پیوست. وی همچنین با پیراهن لاتزیو با ۳۰ گل برنده کفش طلای اروپا شد. و در تابستان ۲۰۱۵ با قراردادی قرضی راهی سویا شد. وی در سال ۲۰۱۶ به لاتزیو پیوست. او همراه با تیم ملی ایتالیا قهرمان مسابقات جام ملت‌های اروپا ۲۰۲۰ شد.
ایموبیله یک مهاجم نوک تخصصی است که با توانایی شناخت فضاها و تمام‌کنندگی بالا در امر گلزنی بسیار موفق ظاهر می‌شود. وی همچنین به دلیل سرعت و تکنیک بالا توانایی بازی به عنوان وینگر چپ و راست را نیز دارد.  وی در حال حاضر تنها بازيکن شاغل در سری آ است که توانسته بيش از ۲۰۰ گل در این ليگ به ثمر برساند.

## آمار ملی

### بازی‌های ملی
تا تاریخ ۹ سپتامبر ۲۰۲۳
| ایتالیا | ایتالیا | ایتالیا | ایتالیا |
| سال     | بازی    | گل      | پاس گل  |
| ------- | ------- | ------- | ------- |
| ۲۰۱۴    | ۹       | ۱       | ۱       |
| ۲۰۱۵    | ۳       | ۰       | ۰       |
| ۲۰۱۶    | ۸       | ۴       | ۰       |
| ۲۰۱۷    | ۱۰      | ۲       | ۱       |
| ۲۰۱۸    | ۵       | ۰       | ۰       |
| ۲۰۱۹    | ۴       | ۳       | ۲       |
| ۲۰۲۰    | ۳       | ۰       | ۱       |
| ۲۰۲۱    | ۱۲      | ۵       | ۳       |
| ۲۰۲۲    | ۱       | ۰       | ۰       |
| ۲۰۲۳    | ۲       | ۲       | ۰       |
| مجموع   | ۵۷      | ۱۷      | ۸       |

### گل‌های ملی
| شماره | تاریخ          | میزبان        | بازی ملی | حریف         | نتیجه | رقابت                             |
| ----- | -------------- | ------------- | -------- | ------------ | ----- | --------------------------------- |
| ۱     | ۴ سپتامبر ۲۰۱۴ | باری          | ۵        | هلند         | ۲–۰   | دوستانه                           |
| ۲     | ۵ سپتامبر ۲۰۱۶ | حیفا          | ۱۶       | اسرائیل      | ۳–۱   | مقدماتی جام جهانی ۲۰۱۸            |
| ۳     | ۹ اکتبر ۲۰۱۶   | اسکوپیه       | ۱۸       | مقدونیه      | ۳–۲   | مقدماتی جام جهانی ۲۰۱۸            |
| ۴     | ۹ اکتبر ۲۰۱۶   | اسکوپیه       | ۱۸       | مقدونیه      | ۳–۲   | مقدماتی جام جهانی ۲۰۱۸            |
| ۵     | ۱۲ نوامبر ۲۰۱۶ | فادوتس        | ۱۹       | لیختن‌اشتاین  | ۴–۰   | مقدماتی جام جهانی ۲۰۱۸            |
| ۶     | ۲۴ مارس ۲۰۱۷   | پالرمو        | ۲۱       | آلبانی       | ۲–۰   | مقدماتی جام جهانی ۲۰۱۸            |
| ۷     | ۵ سپتامبر ۲۰۱۷ | رجو نل امیلیا | ۲۶       | اسرائیل      | ۱–۰   | مقدماتی جام جهانی ۲۰۱۸            |
| ۸     | ۸ سپتامبر ۲۰۱۹ | تامپره        | ۳۷       | فنلاند       | ۲–۱   | مقدماتی جام ملت‌های اروپا ۲۰۲۰     |
| ۹     | ۱۸ نوامبر ۲۰۱۹ | پالرمو        | ۳۹       | ارمنستان     | ۹–۱   | مقدماتی جام ملت‌های اروپا ۲۰۲۰     |
| ۱۰    | ۱۸ نوامبر ۲۰۱۹ | پالرمو        | ۳۹       | ارمنستان     | ۹–۱   | مقدماتی جام ملت‌های اروپا ۲۰۲۰     |
| ۱۱    | ۲۵ مارس ۲۰۲۱   | پارما         | ۴۳       | ایرلند شمالی | ۲–۰   | مقدماتی جام جهانی ۲۰۲۲            |
| ۱۲    | ۳۱ مارس ۲۰۲۱   | ویلنیوس       | ۴۵       | لیتوانی      | ۲–۰   | مقدماتی جام جهانی ۲۰۲۲            |
| ۱۳    | ۴ ژوئن ۲۰۲۱    | بولونیا       | ۴۶       | چک           | ۴–۰   | دوستانه                           |
| ۱۴    | ۱۱ ژوئن ۲۰۲۱   | رم            | ۴۷       | ترکیه        | ۳–۰   | جام ملت‌های اروپا ۲۰۲۰             |
| ۱۵    | ۱۶ ژوئن ۲۰۲۱   | رم            | ۴۸       | سوئیس        | ۳–۰   | جام ملت‌های اروپا ۲۰۲۰             |
| ۱۶    | ۱۵ ژوئن ۲۰۲۳   | انسخده        | ۵۶       | اسپانیا      | ۱–۲   | مرحله نهایی لیگ ملت‌های اروپا ۲۰۲۳ |
| ۱۷    | ۹ سپتامبر ۲۰۲۳ | اسکوپیه       | ۵۷       | مقدونیه      | ۱–۱   | مقدماتی جام ملت‌های اروپا ۲۰۲۴     |

## افتخارات

### باشگاهی
جوانان یوونتوس
- جام Troneo di Viareggio: در ۲۰۰۹ و ۲۰۱۰

پسکارا:
- سری بی: ۲۰۱۱–۲۰۱۲

بروسیا دورتموند:
- سوپرجام آلمان: ۲۰۱۴

لاتزیو:
- کوپا ایتالیا: ۲۰۱۸–۲۰۱۹
- سوپرجام ایتالیا: ۲۰۱۷ و ۲۰۱۹

### ملی
ایتالیا زیر ۲۰ سال
- نایب قهرمان بازی های مدیترانه: ۲۰۰۹

ایتالیا زیر ۲۱ سال
- نایب قهرمان رقابت های قهرمانی اروپا زیر ۲۱ سال: ۲۰۱۳

### فردی
- آقای گل جام Troneo di Viareggio: در ۲۰۱۰ (۱۰ گل)
- توپ طلای جام Troneo di Viareggio: در ۲۰۱۰
- بازیکن سال سری بی: ۲۰۱۲
- آقای گل سری بی: ۲۰۱۱–۲۰۱۲ (۲۸ گل)
- آقای گل سری آ: ۲۰۱۳–۲۰۱۴ (۲۲ گل) و ۲۰۱۷–۲۰۱۸ (۲۹ گل) و ۲۰۱۹–۲۰۲۰ (۳۶ گل)
- تیم سال سری آ: ۲۰۱۳–۲۰۱۴ و ۲۰۱۷–۲۰۱۸
- آقای گل لیگ اروپا: ۲۰۱۷–۲۰۱۸ (۸ گل)
- تیم فصل لیگ اروپا: ۲۰۱۷–۲۰۱۸
- ارزشمندترین بازیکن ماه سری آ: اکتبر ۲۰۱۹
- کفش طلای اروپا: ۲۰۱۹–۲۰۲۰